# Megachile ignita
Megachile ignita är en biart som beskrevs av Smith 1853. Megachile ignita ingår i släktet tapetserarbin, och familjen buksamlarbin. Inga underarter finns listade i Catalogue of Life.